# ウチュクドゥク空港
ウチュクドゥク空港 (英語: Uchkduk Airport)、(ICAO: UTSU) はウズベキスタン・ナヴォイ州のウチュクドゥクにある空港である。

## 概要
滑走路は一つで、全長は1476m × 35mである。

## 発着便
| 航空会社           | 就航地                 |
| ------------------ | ---------------------- |
| ウズベキスタン航空 | ナヴォイ, タシュケント |